# Payzac, Ardèche

Payzac este o comună în departamentul Ardèche din sud-estul Franței. În 1 ianuarie 2022 avea o populație de 539 de locuitori.